# Gadar
Gadar (m. 531), chamado o Cadiseno, foi um oficial sassânida do século VI, ativo sob o xá Cavades I. Aparece em 531, quando liderou, ao lado de Isdigerdes, 700 cavaleiros no distrito de Arzanena, próximo de Martirópolis. O duque da Mesopotâmia Bessas, ciente de sua presença, atacou-o com 500 cavaleiros em Bete Helte, próximo do rio Tigre, onde seu exército foi dizimado e ele foi morto. Em retaliação, Cavades ordenou que Aspebedes, Canaranges e Mermeroes sitiassem Martirópolis.